# Slottsbiografen

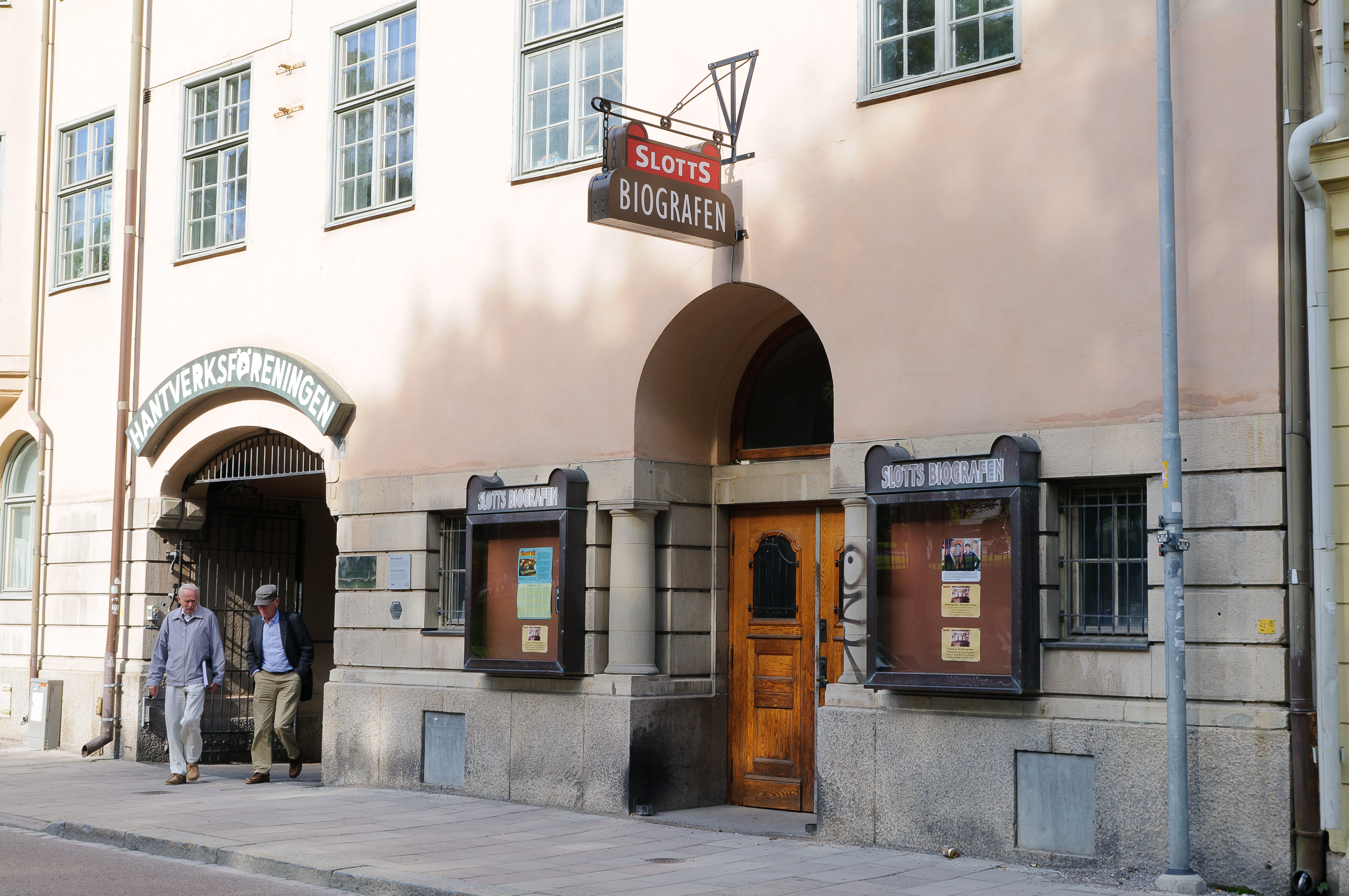
Le Slottsbiografen (2011).

Le Slottsbiografen est une salle de cinéma située dans la ville d'Uppsala, en Suède. 
Elle est classée au titre des Monuments historiques de Suède.